# 222省道 (上海市)
222省道，即华芦线，是上海市的一条省道。该道路由华东路（五洲大道—上海迎宾高速公路）、南六公路、南芦公路组成。其中，华东路为2006年浦东新区“十一·五”规划区域主干道路，其余均为二十世纪九十年代完全建成。
依据上海市人民政府的公示，该道路全线将在被改造之后并入228国道。